# Ivan Dolenčuk
Ivan Dolenčuk, cyrilicí Іван Доленчук, rumunsky Ioan Dolenciuk, byl rakouský politik z Bukoviny, během revolučního roku 1848 poslanec Říšského sněmu.

## Biografie
Roku 1849 se uvádí jako Iwan Dolinczuk, majitel hospodářství v obci Hatna (v originálu uvedeno Stetna).
Během revolučního roku 1848 se zapojil do veřejného dění. Ve volbách roku 1848 byl zvolen i na ústavodárný Říšský sněm. Zastupoval volební obvod Suceava. Tehdy se uváděl coby majitel hospodářství. Náležel ke sněmovní pravici.
Podle některých zdrojů patřil mezi tři bukovinské poslance rusínské (ukrajinské) národnosti. Podle jiné studie, ale byl i vzhledem k nízké úrovni vzdělání, národnostně spíše nevyhraněný. Nebyl (jako většina bukovinských poslanců) gramotný.